# المحطه العليا (بني سعد)
المحطه العليا هي إحدى قرى عزلة المجاديل بمديرية بني سعد التابعة لمحافظة المحويت، بلغ تعداد سكانها 381 نسمة حسب تعداد اليمن لعام 2004.